# Vegetatieve stoornis
Vegetatieve stoornissen ofwel dysautonomie zijn stoornissen van het autonoom zenuwstelsel (ook wel het vegetatieve zenuwstelsel genoemd).
Het autonoom zenuwstelsel is dat deel van het zenuwstelsel dat de onwillekeurig (dus buiten de wil om) functionerende organen aanstuurt, zoals die van de spijsvertering, de bloedsomloop, de ademhaling en de stofwisseling. Vegetatieve stoornissen zijn het gevolg van een stoornis in het orthosympathisch en/of parasympathisch deel van het autonoom zenuwstelsel. 
Symptomen kunnen zijn:
- temperatuurveranderingen
- verhoogde of verlaagde zweetafscheiding
- verandering in de kleur van het aangedane lidmaat
- duizeligheid
- onverklaarde extreme schommelingen in bloeddruk

De stoornis wordt aangetroffen bij aandoeningen als syndroom van Ehlers-Danlos (EDS), posturaal orthostatisch tachycardiesyndroom (POTS), syndroom van Marfan, orthostatische hypotensie en bij dunnevezelneuropathie.